# Дхана Нанда
Dhana Nanda (санскр. धनानन्द) — останній правитель династії Нанда. Був одним з дев'яти синів Магападми Нанда.

## Життєпис
Дхана Нанда успадкував трон від свого батька. Цар був дуже непопулярним серед населення, передусім, через значний податковий тиск.
Дхана Нанда замальовується як могутній цар, який правив територіями Прачії (східний народ) та Гангарідаї (народи нижньої долини Гангу). За часів його правління імперія Нанда простягалась від Біхару та Бенгалії на сході до Пенджабу та Сіндху на заході. Цар мав чотирьох міністрів — Банду, Субанду, Куберу та Сакаталу. Останній спустошив скарбницю Дхани Нанда, використавши кошти для сплати за мир із млеччійськими завойовниками. За це Дхана Нанда покарав свого міністра, посадивши його до підземної в'язниці разом з його родиною. Після цього іноземні завойовники знову вторглись до меж володінь Дхани Нанда. Тому цар звернувся по допомогу до Сакатали, але той відмовив йому. Останній звернувся до Чанак'ї, щоб помститись царю та повалити його з престолу. Зрештою володіння імперії Нанда перейшли під владу Чандраґупти Маур'я, засновника нової імперії.